# Уигън
За община Уигън вижте Уигън (община).
Уигън (на английски: Wigan, правилен правопис по правилата за транскрипции Уиган) е град в северозападната част на област Голям Манчестър, Англия.
Той е административен и стопански център на едноименната община. Населението на града към 2001 г. е 81 203 жители, а цялата община има население от 306 800 жители. Разположен е на 26 km северозападно от областния център Манчестър Сити.
Гордост на града са 2 спортни клуба – футболният ФК Уигън Атлетик и отборът по ръгби „Уигън Уориърс“. И двата тима използват като база новопостроения през 1999 г. стадион DW Стейдиъм, известен и с името си JJB Стейдиъм до 2009 г.

## История
Произходът на името е датиран към VII век, като вероятно е означавало „селище“. Съществува и предположение, че думата е с келтски произход и селището е кръстено на личност, казваща се Уигън. Името на града е записвано по различен начин в старите документи – „Wigan“ през 1199 г., „Wygayn“ през 1240 г. и „Wygan“ в множество други записки. Смята се, че първите хора, населявали района, са бриганти – древно келтско племе.
По време на Английската гражданска война от XVII век градът е на страната на роялистите. Джеймс Станли – седмият граф на Дарби, виден роялист, избира Уигън за базов лагер. Въпреки изградените укрепления обаче, градът е превзет от парламентарните сили на 1 април 1643 г.
През индустриалната революция Уигън се превръща в един от центровете на въгледобивната и текстилна промишленост от края на XVIII век. През 1790-те е построен каналът Лийдс-Ливърпул за превоз на суровини и стоки, където градът е сред главните спирки. През 1830-те Уигън е сред първите градове, свързани от железопътната мрежа на Британия. Изградени са линии от града към Престън, Манчестър Сити и Ливърпул. От края на XIX век до средата на ХХ век, Уигън е доминиращ център в производството на памучен текстил. След края на Втората световна война, въгледобивната и памучна промишленост започват постепенно да замират. Последната текстилна фабрика от тази епоха е затворена през 1980 г.

## Население
Сравнителна таблица за разпределение на населението по расов признак в града, общината и държавата:
| Сравнителна таблица | Сравнителна таблица | Сравнителна таблица | Сравнителна таблица |
| ------------------- | ------------------- | ------------------- | ------------------- |
| преброяване 2001    | Уигън               | Община Уигън        | Англия              |
| население общо      | 81 203              | 301 415             | 49 138 831          |
| бели                | 98,8%               | 98,7%               | 90,9%               |
| азиатци             | 0,4%                | 0,4%                | 4,6%                |
| черни               | 0,1%                | 0,2%                | 2,3%                |

| Промяна на населението от 1901 г.                          | Промяна на населението от 1901 г. | Промяна на населението от 1901 г. | Промяна на населението от 1901 г. | Промяна на населението от 1901 г. | Промяна на населението от 1901 г. | Промяна на населението от 1901 г. | Промяна на населението от 1901 г. | Промяна на населението от 1901 г. | Промяна на населението от 1901 г. | Промяна на населението от 1901 г. | Промяна на населението от 1901 г. |
| Година                                                     | 1901                              | 1911                              | 1921                              | 1931                              | 1939                              | 1951                              | 1961                              | 1971                              | 1981                              | 1991                              | 2001                              |
| ---------------------------------------------------------- | --------------------------------- | --------------------------------- | --------------------------------- | --------------------------------- | --------------------------------- | --------------------------------- | --------------------------------- | --------------------------------- | --------------------------------- | --------------------------------- | --------------------------------- |
| Население                                                  | 82 428                            | 89 152                            | 89 421                            | 85 357                            | 81 662                            | 84 560                            | 78 690                            | 81 152                            | 88 901                            | 85 819                            | 81 203                            |
| County Borough 1901 – 1971 • Urban Subdivision 1981 – 2001 |                                   |                                   |                                   |                                   |                                   |                                   |                                   |                                   |                                   |                                   |                                   |

## Известни личности
Родени в Уигън
- Джордж Формби (1904 – 1961), актьор